# Пестробрюхие рогоклювы
Пестробрюхие рогоклювы (лат. Smithornis) — род птиц семейства рогоклювых (Eurylaimidae) и содержит следующие виды:
- Рыжегрудый пестробрюхий рогоклюв (Smithornis sharpei)
- Черноголовый пестрогрудый рогоклюв (Smithornis capensis)
- Краснобокий рогоклюв (Smithornis rufolateralis)

## Происхождение и таксономия
Род Smithornis включает три вида, встречающиеся в Африке. Из-за большого внешнего сходства этот род вплоть до 1914 года относили к  семейству мухоловковых (Muscicapidae). При более детальном изучении морфологии и анатомических особенностей этого рода исследователи пришли к выводу, что он в действительности принадлежит семейству африканских рогоклювов Eurylaimidae, а не мухоловкам.  Предполагается, что Smithornis, находясь внутри семейства  Eurylaimidae, монофилетичен. Дифференциация произошла в результате дивергенции азиатских и африканских рогоклювов и адаптивной радиации внутри этих групп.

## Физиология
Виды рода Smithornis уникальны тем, что им не хватает вокальных способностей, которыми обладают многие другие птицы. Это отличает физиологию сиринкса (syrinx, вокального органа) пестробрюхих рогоклювов. Анатомические особенности, которые выделяют Smithornis среди птиц, касаются мышц сиринкса. Мышца A1 расширяется в форме молота, а А2 выглядит как наклонная. Они лишены козелка (pessulus), который разделяет мембраны тимпанального органа и участвует в звукообразовании у других видов птиц. У них также отсутствуют сирингеальные мышцы, которые сокращаются, видоизменяя звуки.

## Поведение
Smithornis известны своей редкой способностью издавать звук при помощи крыльев. Типичное поведение включает повторяющийся короткий круговой полет с присады и возвращение на неё. Вибрация крыльев используется для извлечения звука. Такое поведение обычно наблюдается ранним утром и поздним вечером. Предполагается, что это  поведение является частью ритуала ухаживания и служит для привлечения самок. Самец начинает "мигать" белым пятном на спине, издавая при этом клаксоноподобный звук в качестве брачной демонстрации. Этот звук производится всеми видами Smithornis, хотя у Smithornis rufolateralis только самцы  издают эти звуки, а у  S. capensis как самцы, так и самки. В 1960 году было описано поведение двух особей Smithornis capensis. Одна птица щелкала крыльям, издавая звук, в то время, когда рядом была другая особь. Они летали рядом друг с другом, издавая звуки крыльями по очереди. Согласно данному наблюдению поведение этих двух птиц не было агрессивным, а, как предлагалось, было связано с брачным ухаживанием. 
Ранее предполагалось, что звук производится широкими внешними опохалами 9-го и 10-го первостепенных маховых. Недавно были проведены тщательные научные исследования источника звуков, издаваемых с помощью крыльев  Smithornis rufolateralis и Smithornis capensis.  Для анализа поведения учёные использовали синхронизированную высокоскоростную видео- и звукозаписи. Совмещение видео-изображения и звука позволило точно определить момент в круговом полете, когда издаётся звук. Учёные показали, что за звукообразование ответственны не 9-е и 10-е первостепенные маховые перья, а 6-е и 7-е первостепенные маховые.
- Звуки Smithornis sharpei на сайте xeno-canto.org Архивная копия от 16 сентября 2016 на Wayback Machine
- Звуки Smithornis capensis на сайте xeno-canto.org Архивная копия от 16 сентября 2016 на Wayback Machine
- Звуки Smithornis rufolateralis на сайте xeno-canto.org Архивная копия от 17 сентября 2016 на Wayback Machine